# بيترو لومباردي (مهندس معماري)
بيترو لومباردي (بالإيطالية: Pietro Lombardi)‏ (و. 1894 – 1984 م) هو مهندس معماري، ونحات من إيطاليا، ومملكة إيطاليا، ولد في روما، توفي في روما، عن عمر يناهز 90 عاماً.

## التعليم
تعلم في أكاديمية الفنون الجميلة في روما
.